# 1481 az irodalomban
Az 1481. év az irodalomban.

## Születések
- 1481 – Francisco de Sá de Miranda reneszánsz kori portugál költő († 1558)

## Halálozások
- szeptember 21. – Bartholomaeus Platina (eredeti neve: Bartolomeo Sacchi) az itáliai reneszánsz idején működött történész, író, gasztronómus (* 1421)
- december 21. – Ikkjú, a rinzai szektához tartozó zen buddhista szerzetes, költő (* 1394)